# Adapsilia longicaudata
Adapsilia longicaudata är en tvåvingeart som beskrevs av Kim och Han 2001. Adapsilia longicaudata ingår i släktet Adapsilia och familjen Pyrgotidae. Inga underarter finns listade i Catalogue of Life.